# Carla Civelli
Carla Civelli (Milão - 1979) foi repórter, cinegrafista, diretora, contrarregra e tradutora italiana.

## Biografia
Carla Civelli formou-se no Sacre-Coeur de Roma, tradicional colégio religioso. Estudou música e harpa, chegando a ser concertista, com cerca de dezoito anos de idade. Veio para o Brasil em 1947.
Trabalhou como montadora em estúdios da Vera Cruz, da Maristela e da Multifilmes.
Casou-se com Ruggero Jacobbi.
No final de 1979, ela foi hospitalizada no Rio de Janeiro em estado grave, com leucemia, vindo a falecer.

## Trabalhos

### Diretora
- O Atentado (1951), escrito por W. O. Somin e traduzido por Renato Alvim e Mário da Silva[4]

### Diretora-assistente
- Electra e os Fantasmas, escrito por Eugene O'Neill e dirigido por Ruggero Jacobbi.[5]

### Tradutora
- Arlequim Servidor de Dois Amos, escrito por Carlo Goldoni e dirigido por Ruggero Jacobbi.[6]
- A Ronda dos Malandros, escrito por John Gray e dirigido por Ruggero Jacobbi.[7]

### Atriz
- Tragédia em New York, [8]

### Montadora
- É com este que eu vou (1948), de Waldemar Noya
- Caçula do barulho
- Caiçara (1950), de Vera Cruz[9]
- Suzana e o presidente (1951)[9], de Indústria Cinematográfica Maristela
- Esquina da ilusão (1953)[9], de Indústria Cinematográfica Maristela
- Mestre de Apipucos (1959), de Joaquim Pedro de Andrade.[10]